# Emmanuel Callender

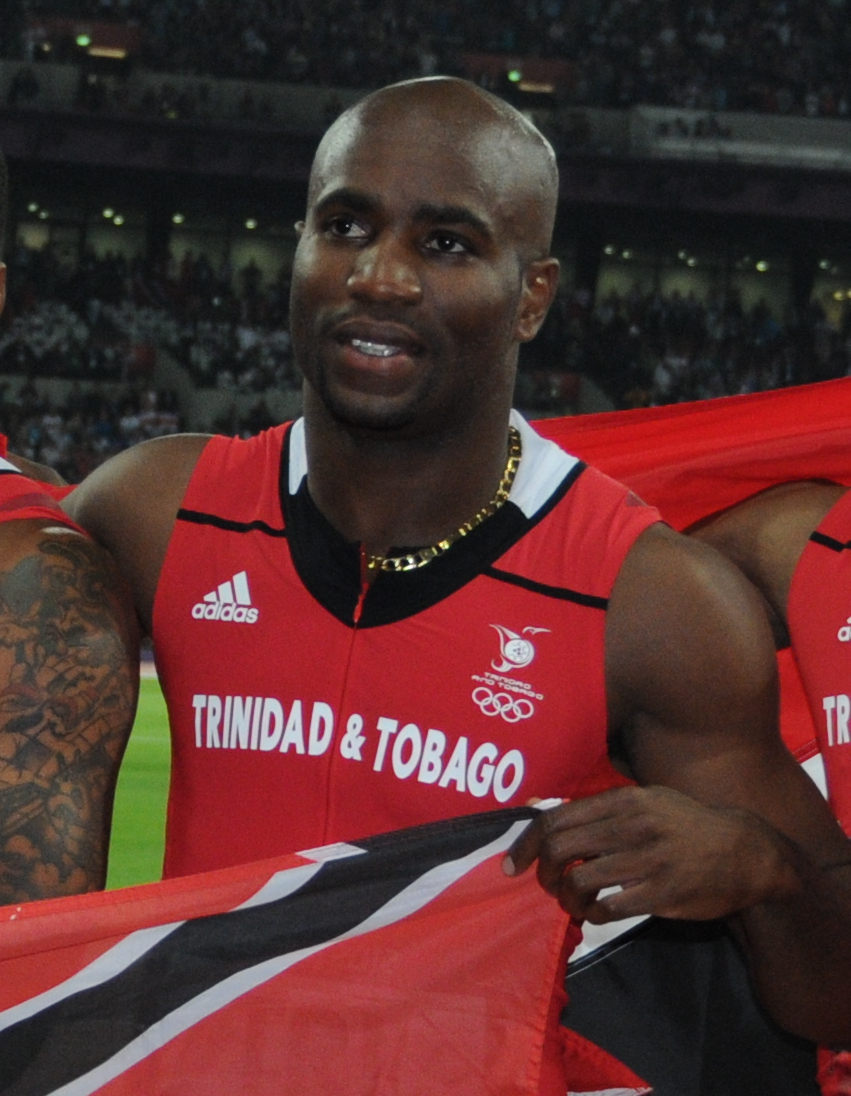
Emmanuel Callender bei den Olympischen Spielen 2012

Emmanuel Callender (* 10. Mai 1984 in Arouca) ist ein Leichtathlet aus Trinidad und Tobago. Seine größten Erfolge erzielte er mit 4-mal-100-Meter-Staffel.
Bei den Olympischen Spielen 2008 in Peking gewann er in der 4-mal-100-Meter-Staffel mit seinen Mitläufern die Goldmedaille in einer Zeit von 38,06 Sekunden. 2009 wurde Callender in Berlin mit der Staffel Vizeweltmeister. Bei den Commonwealth Games 2010 in Neu-Delhi wurde er Vierter im 100-Meter-Lauf. In derselben Disziplin gewann er bei den Panamerikanischen Spielen 2011 die Bronzemedaille. Bei den Olympischen Spielen 2012 in London errang er mit der Staffel die Bronzemedaille. Aufgrund einer positiven Dopingprobe bei Tyson Gay erhielt die Staffel im Mai 2015 nachträglich die Silbermedaille.

## Persönliche Bestzeiten
- 100 Meter: 10,05 Sekunden, 28. August 2009 in Zürich
- 200 Meter: 20,40 Sekunden, 24. Mai 2009 in Belém